# Vlag van Zuid-Bohemen

Vlag van Zuid-Bohemen (ratio 2:3)

De vlag van Zuid-Bohemen is, net als alle andere Tsjechische regionale vlaggen (uitgezonderd de vlag van Praag), ingedeeld in vier kwartieren. De vlag is in gebruik sinds 22 november 2001.
Het eerste kwartier toont de leeuw van Bohemen, die ook op het wapen van Tsjechië staat. Het is een zilveren leeuw met een dubbele staart op een rood veld.
In het tweede kwartier staat een roos, als verwijzing naar het Huis Rosenberg dat lange tijd over het zuiden van Bohemen heerste. De verschillende kleurencombinaties (wit (zilver) op rood en geel (goud) op blauw) verwijzen naar de verschillende takken van de familie.
In het derde kwartier staan een gele (gouden) en een witte verticale baan op een groene achtergrond. Zij symboliseren de Zlatá stoka ("Gouden Kanaal") en de Moldau.
Het vierde kwartier toont een muur en torens. Dit is afgeleid van het wapen van de regionale hoofdstad České Budějovice, dat hier links staat afgebeeld.